# Rann de Kachchh

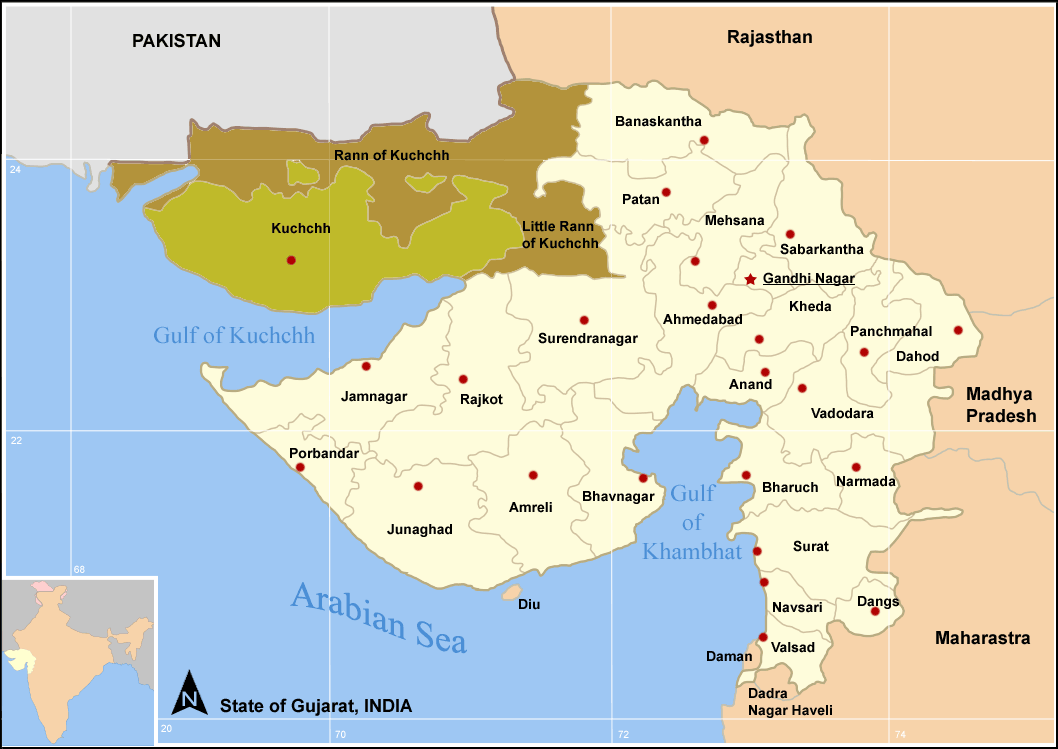
Mapa

El Rann de Kachchh o Kutch és un conjunt de maresmes salines i arenoses del desert del Thar, a la regió del Gujarat, en la frontera entre Índia i Pakistan però en territori indi. Està situat al districte de Kachchh (abans principat de Kutch o Kachchh) del que no obstant forma una zona totalment separada. Les maresmes s'inunden segons l'estació. El nom rann deriva de la paraula hindi ran (रण) que vol dir maresma salina i al seu tron deriva del sànscrit iriṇa (इरिण) testimonia al Rigveda i al Mahābhārata. El rann té una superfície de 30.000 km² i va de l'extrem interior del golf de Kachchh fins a la boca de l'Indus al Pakistan. I desaiguen diversos rius. Les dos grans maresmes que el conformen són: al nord-oest el Gran Rann i al sud-est el Petit-Rann.
El seu origen se suposa que fou un braç de mar que va quedar tancat per una convulsió natural i va quedar per damunt del seu nivell natural. La seva amplada varia entre 40 i 55 km; en alguns punt no obstant només fa 3 km. En temps d'Alexandre el Gran era un llac navegable (325 aC) i un llac baix al segle iii en temps del Periplus i la tradició local parla de ports a la seva costa; però progressivament es va assecar i és dependent de l'aigua dels rius i pluja que li arriba.
El Gran Rann mesura uns 260 km d'oest a est i uns 130 km entre el punt més al nord i el més al sud, sent la superfície de 22.500 km². El Patir Rann mesura 110 km d'oest a est, té una superfície de 7500 km² i està connectat al Gran Rann per un canal estret. El conjunt s'inunda entre març i octubre i el seu pas és complicat; una part de l'aigua que l'inunda és salada, portada pels vents del sud cap als rius que hi desaiguen, o per diversos rierols salins; la resta és aigua dolça de la pluja. Quan l'aigua s'asseca queda una capa d'arena dura com a pedra plana i de sal. El centre s'asseca abans que les vores.
La vida a la zona està limitada a ocells i alguns animals com antilops (pocs abundants) i ases salvatges. Va patir grans terratremos el 1819 i el 2001. El comerç de sal és l'activitat principal.